# Sarkantyús frankolin

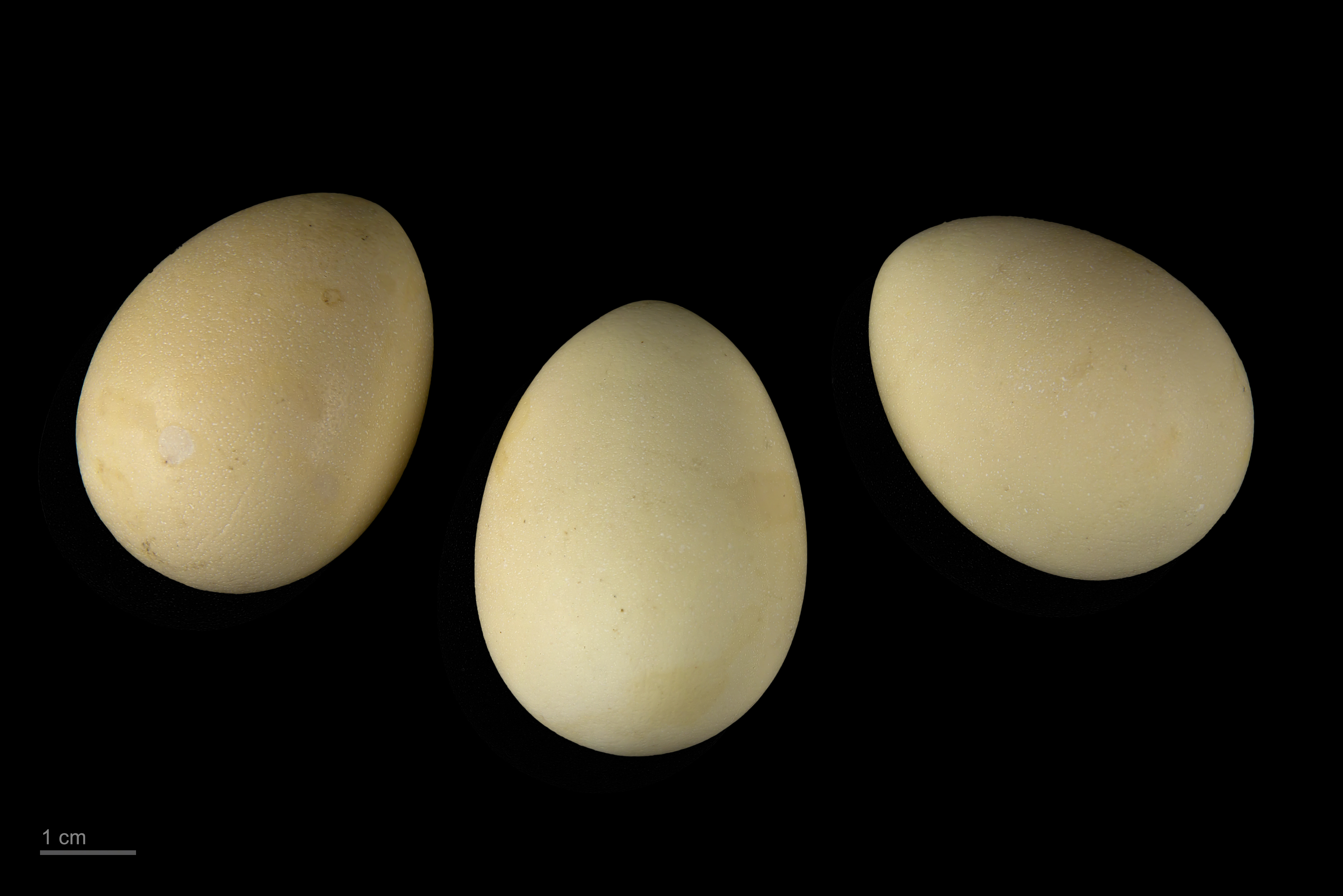
Pternistis bicalcaratus ayesha tojásai a toulouse-i múzeumban (Jacques Perrin de Brichambaut gyűjteményében)

A sarkantyús frankolin (Pternistis bicalcaratus) a madarak osztályának tyúkalakúak (Galliformes) rendjébe a fácánfélék (Phasianidae) családjába  és a fogolyformák (Perdicinae) alcsaládjába tartozó faj.

## Rendszerezés
Egyes rendszerbesorolások a Francolinus nemhez sorolják  Francolinus bicalcaratus néven.

## Előfordulása
Afrika területén honos.

## Alfajai
- Pternistis bicalcaratus ayesha Hartert, 1917
- Pternistis bicalcaratus bicalcaratus (Linnaeus, 1766)
- Pternistis bicalcaratus ogilviegranti Bannerman, 1922
- Pternistis bicalcaratus thornei Ogilvie-Grant, 1902

## Külső hivatkozások
- Képek az interneten a fajról
- Internet Bird Collection - videók a fajról